# Wolfgang Roßdeutscher

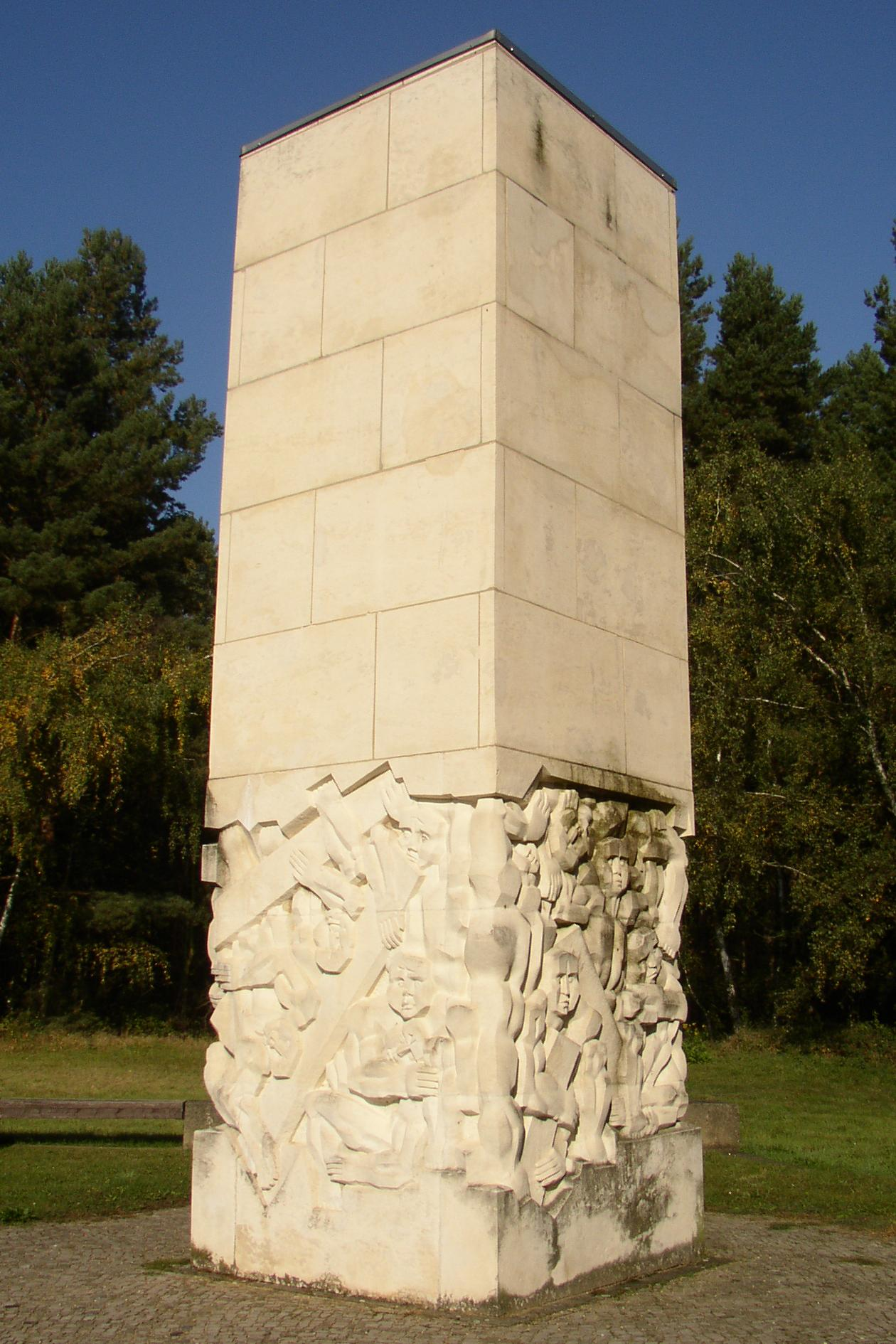
Stele „Vernichtung durch Arbeit“ am Eingang des KZ Langenstein-Zwieberge

Wolfgang Roßdeutscher (* 1945 in Magdeburg) ist ein ausgebildeter deutscher Steinmetz und Steinbildhauer, der ein Studium der Bildhauerei in Dresden abschloss.

## Leben
Wolfgang Roßdeutscher wuchs in einem Steinmetz- und Steinbildhauerbetrieb auf und seine Ausbildung zum Steinmetz und Steinbildhauer erhielt er zwischen 1962 und 1965. Von 1968 bis 1973 studierte er an der Hochschule für Bildende Künste Dresden, wo er nach seiner ersten Bewerbung angenommen wurde. Nach seinem Abschluss an der Dresdner Hochschule baute er ein eigenes Atelier auf dem Werkstattgelände der Großen Diesdorfer Straße in Magdeburg auf. Seine bevorzugten Materialien sind Stein und Bronze.
Roßdeutscher war bis 1990 Mitglied des Verbands Bildender Künstler der DDR und in der DDR an einer bedeutende Zahl wichtiger Ausstellungen beteiligt, u. a. 1982/1983 und 1987/1988 an der IX. und X. Kunstausstellung der DDR in Dresden. 1982 wurde er mit dem Kunstpreis des FDGB geehrt.
Roßdeutscher betreute auch Symposien (z. B. das Symposion im Elm des Steinmetzzentrums in Königslutter). Er nahm an dem Wettbewerb für die Rekonstruktion des Magdeburger Rolands sowie im Kontext der EXPO 2000 an dem Projekt Wasserspuren in der Stadt in Hann. Münden teil.
Wolfgang Rossdeutscher ist ein Bildhauer in dritter Generation nach Max und Eberhard Roßdeutscher.
Der Künstler wohnt und arbeitet im Magdeburger Stadtteil Sohlen.

## Werke (Auswahl)
Viele Plastiken von Wolfgang Rossdeutscher enthalten Archetypisches. „Seine material-entsprechende Formensprache wirkt kräftig, straff und konzentriert“. Für Rossdeutscher werden „Skulptur und Plastik [...] auch zu einem Ort philosophischer, intellektueller und politischer Auseinandersetzung.“
- Gedenktafel für Eduard Soermus am Kristall-Palast Magdeburg, 1975 (gemeinsam mit Dieter Borchhardt).[5]
- Plastiken auf dem Gelände der KZ-Gedenkstätte Langenstein-Zwieberge,[6] ab 1980 (nach Entwürfen von Eberhard Roßdeutscher, dem Vater des Künstlers)
- Plastik „Aufsteigende weibliche und stürzende männliche Figur“ an der Stadtmauer von Gera, 1983
- Hauszeichenstele, Himmelreichstraße in Magdeburg, 1990
- Skulptur „Befreite Formen“ vor dem Rathaus Lohne, 1992
- Skulptur „Magisches Quadrat“ vor dem Gymnasium Lohne, 1993
- Denkmal für die von den Nationalsozialisten ermordeten Sinti und Roma in Magdeburg, 1998
- Gedenkstele für das Zwangsarbeiterlager Diana, 2005
- Plastik „Entfaltung“ aus Rochlitzer Porphyr Höhe 3,20 m in Sohlen bei Magdeburg, 2006
- Skulptur des Schutzgottes Heimdall in Thale (Harz), 2006/2007[7]
- Skulptur Bördepaar auf dem Kreuzberg südlich von Beyendorf-Sohlen, 2015
- Fassadenrelief an der Neuen Synagoge in Magdeburg

## Fotogalerie

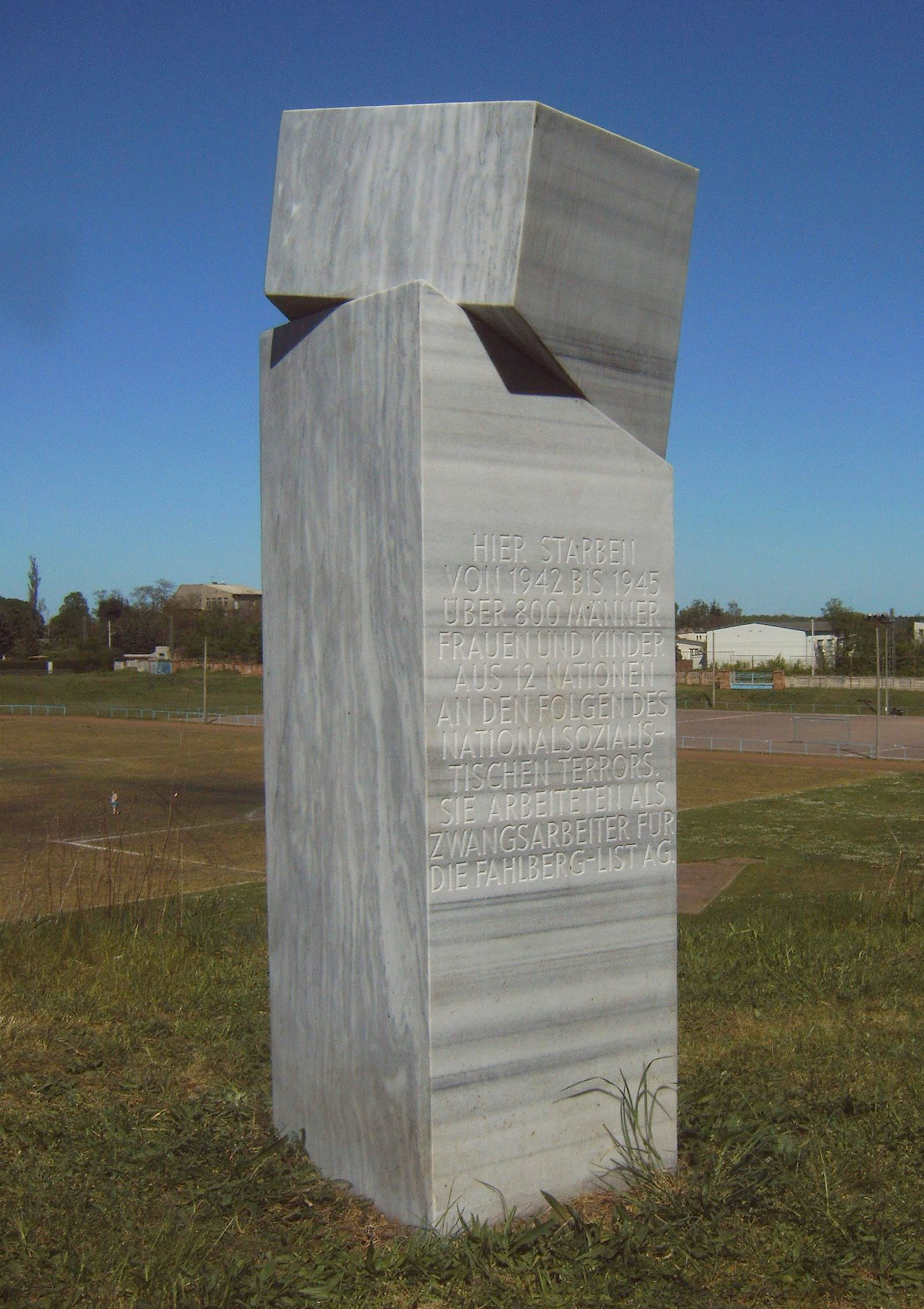
Gedenkstele am Zwangsarbeiterlager Diana (Marmor), Magdeburg, Stadtteil Westerhüsen
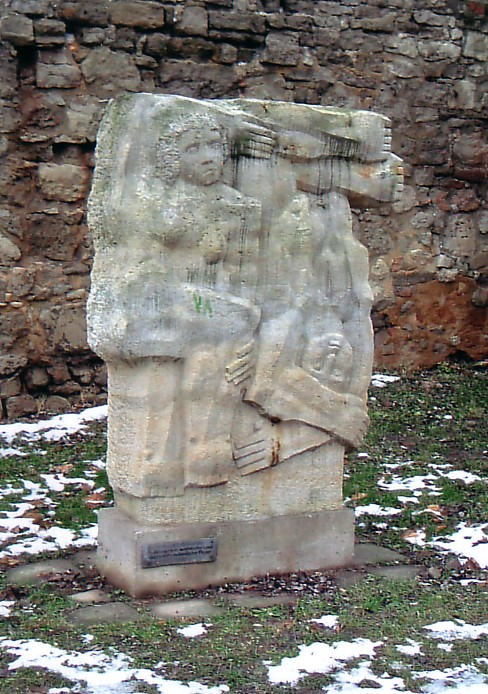
Aufsteigende weibliche und stürzende männliche Figur (Marmor), Gera (1983)
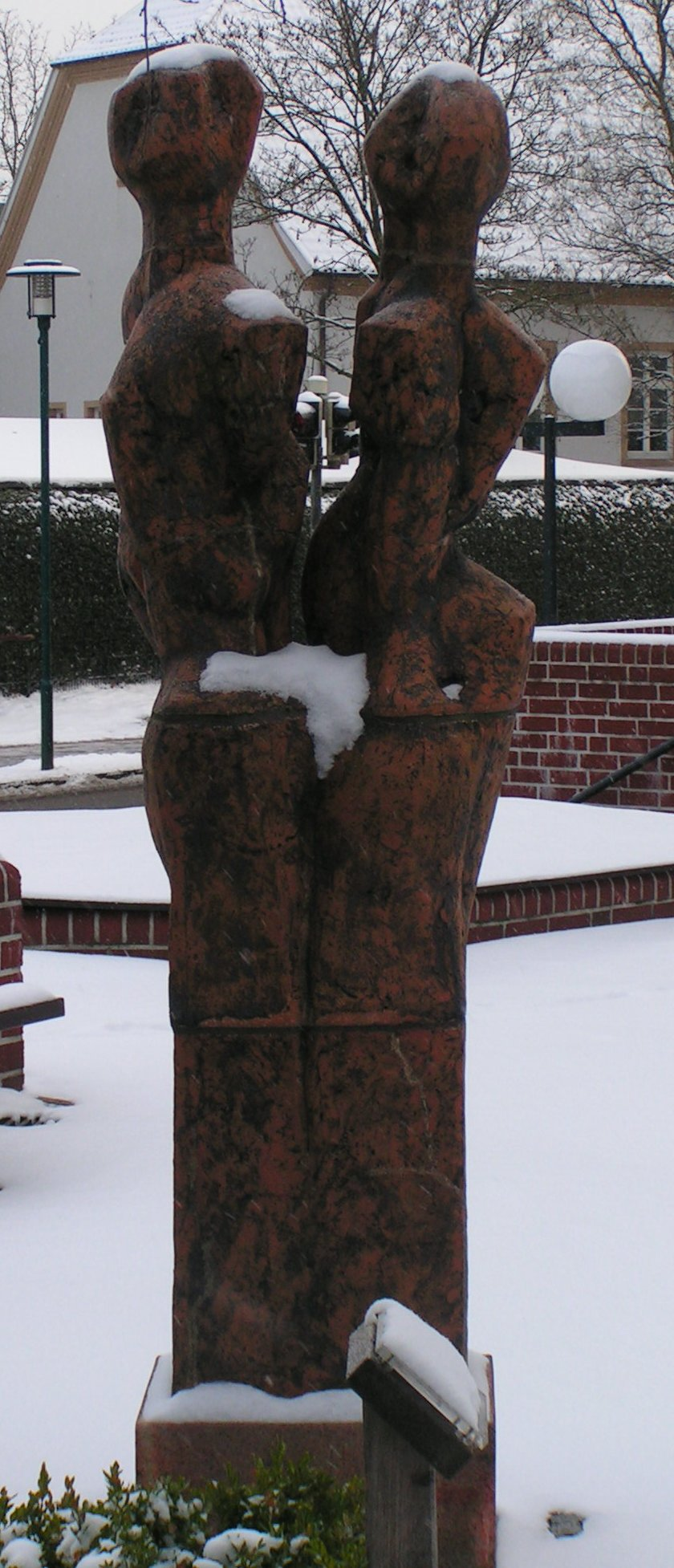
Befreite Formen (Keramik), vor dem Rathaus in Lohne
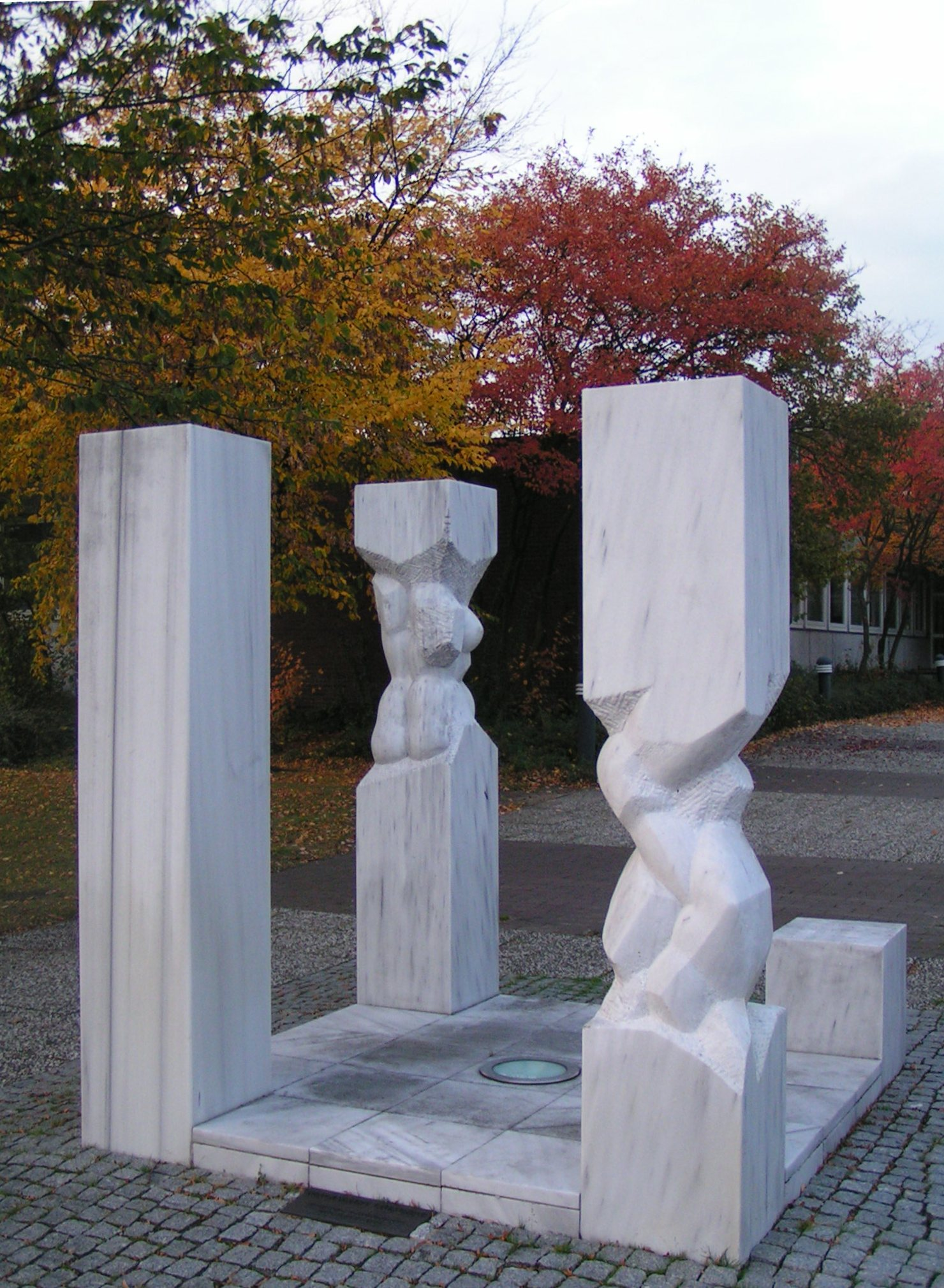
Magisches Quadrat (Marmor), vor dem Haupteingang des Gymnasiums Lohne
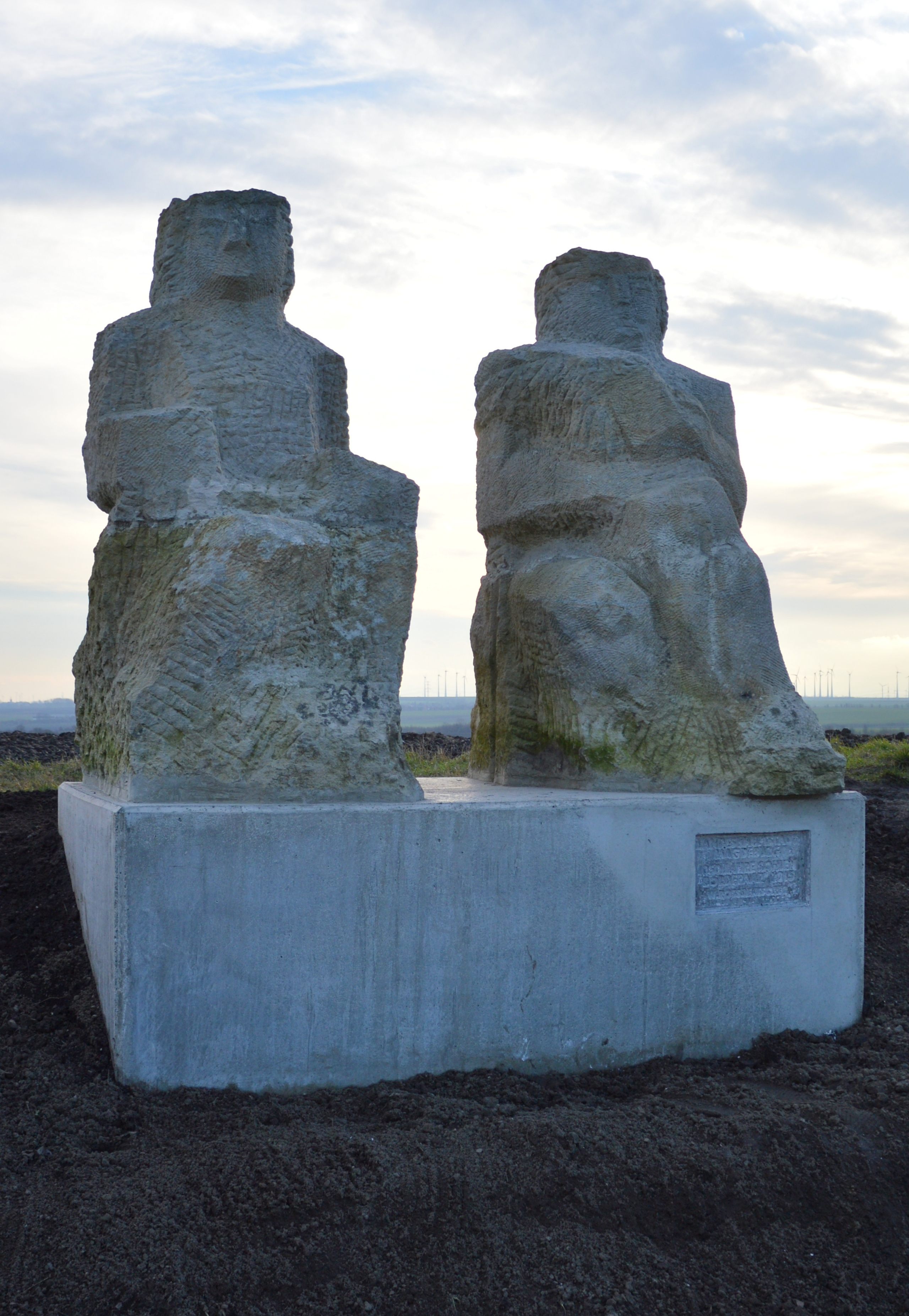
Bördepaar auf dem Kreuzberg
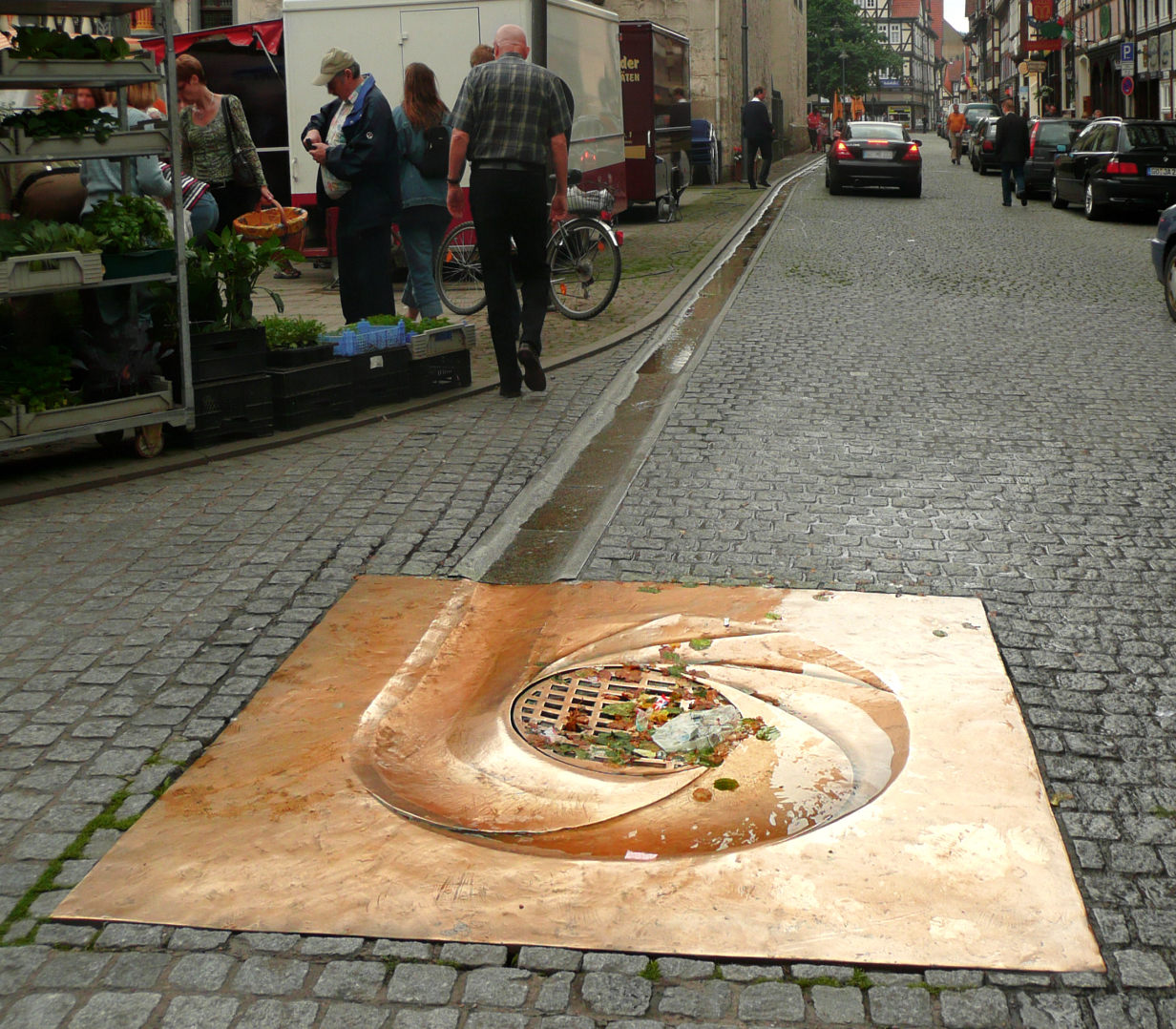
Bronzener Schachtdeckel Bassplatte des Projektes Wasserspuren in Hann. Münden